# Iseilema
Iseilema là một chi thực vật có hoa trong họ Hòa thảo (Poaceae).

## Loài
Chi Iseilema gồm các loài: